# Mücken-Händelwurz
Die Mücken-Händelwurz (Gymnadenia conopsea), auch Langsporn-Händelwurz, Fliegen-Händelwurz oder Große Händelwurz genannt, ist eine Pflanzenart, die zur Gattung Händelwurzen (Gymnadenia) innerhalb der Familie der Orchideen (Orchidaceae) gehört. In Teilen ihres Verbreitungsgebietes steht die Mücken-Händelwurz unter Naturschutz.
Um die Öffentlichkeit auf ihre Schutzwürdigkeit hinzuweisen, wurde die Mücken-Händelwurz von den Arbeitskreisen Heimische Orchideen (AHO) für das Jahr 2024 zur Orchidee des Jahres gewählt.

## Beschreibung und Ökologie

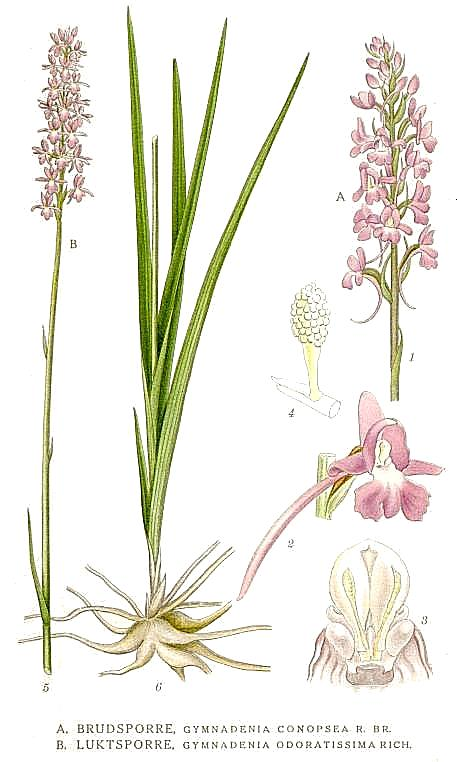
Illustration aus Nordens Flora (rechts, A 1–4), links (B 5–6) ist die Wohlriechende Händelwurz abgebildet

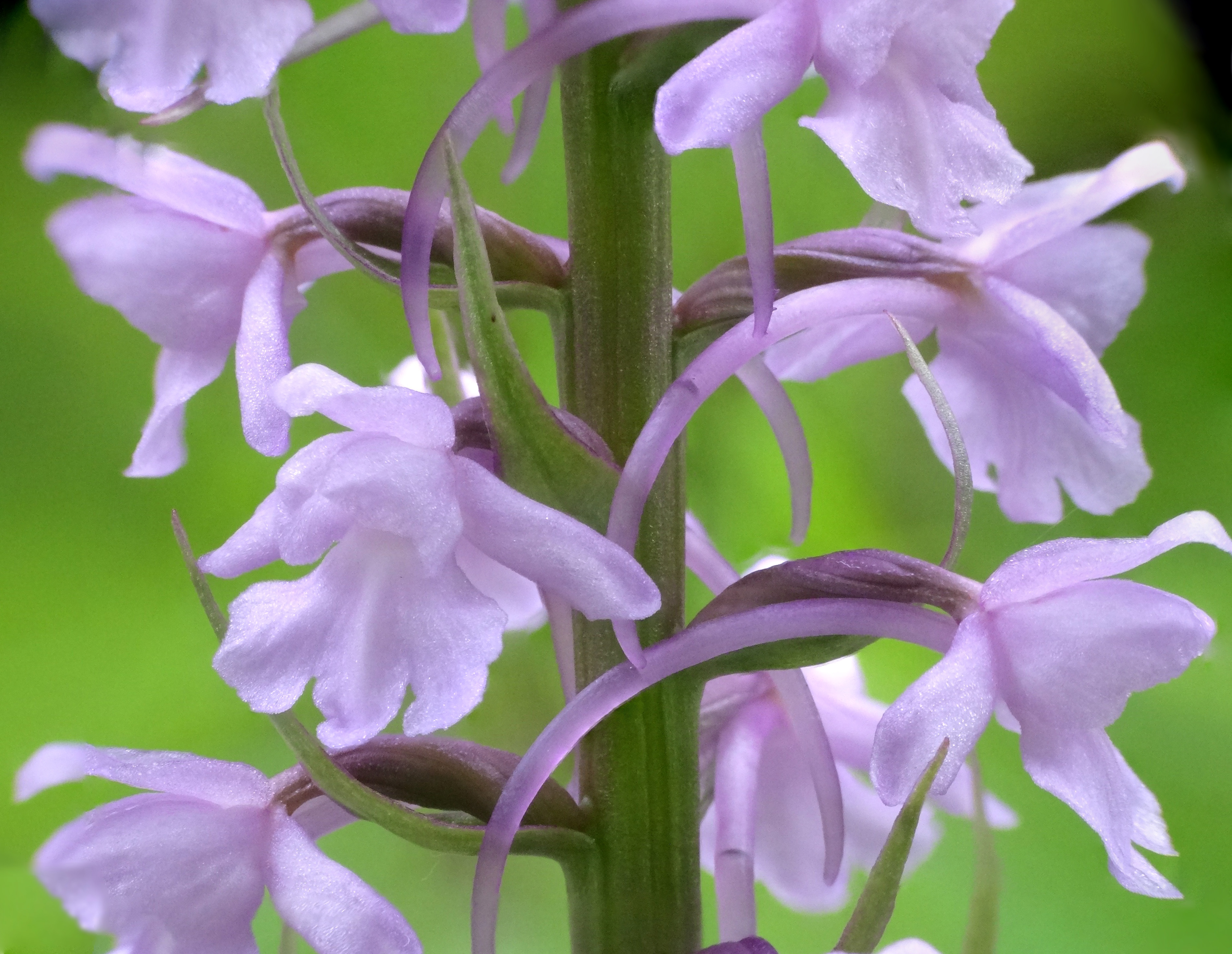
Blüten mit nektargefülltem Sporn

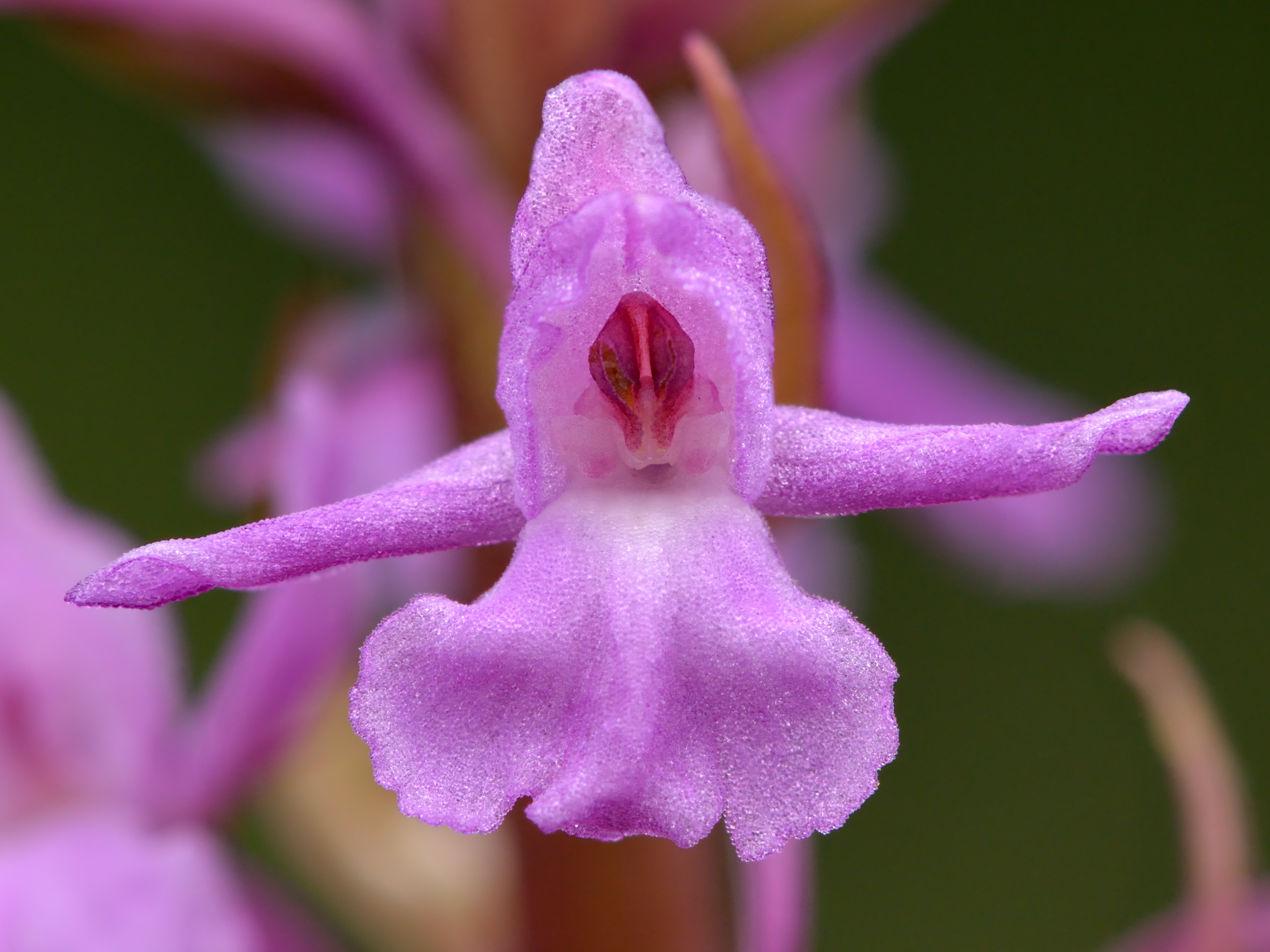
Einzelne Blüte

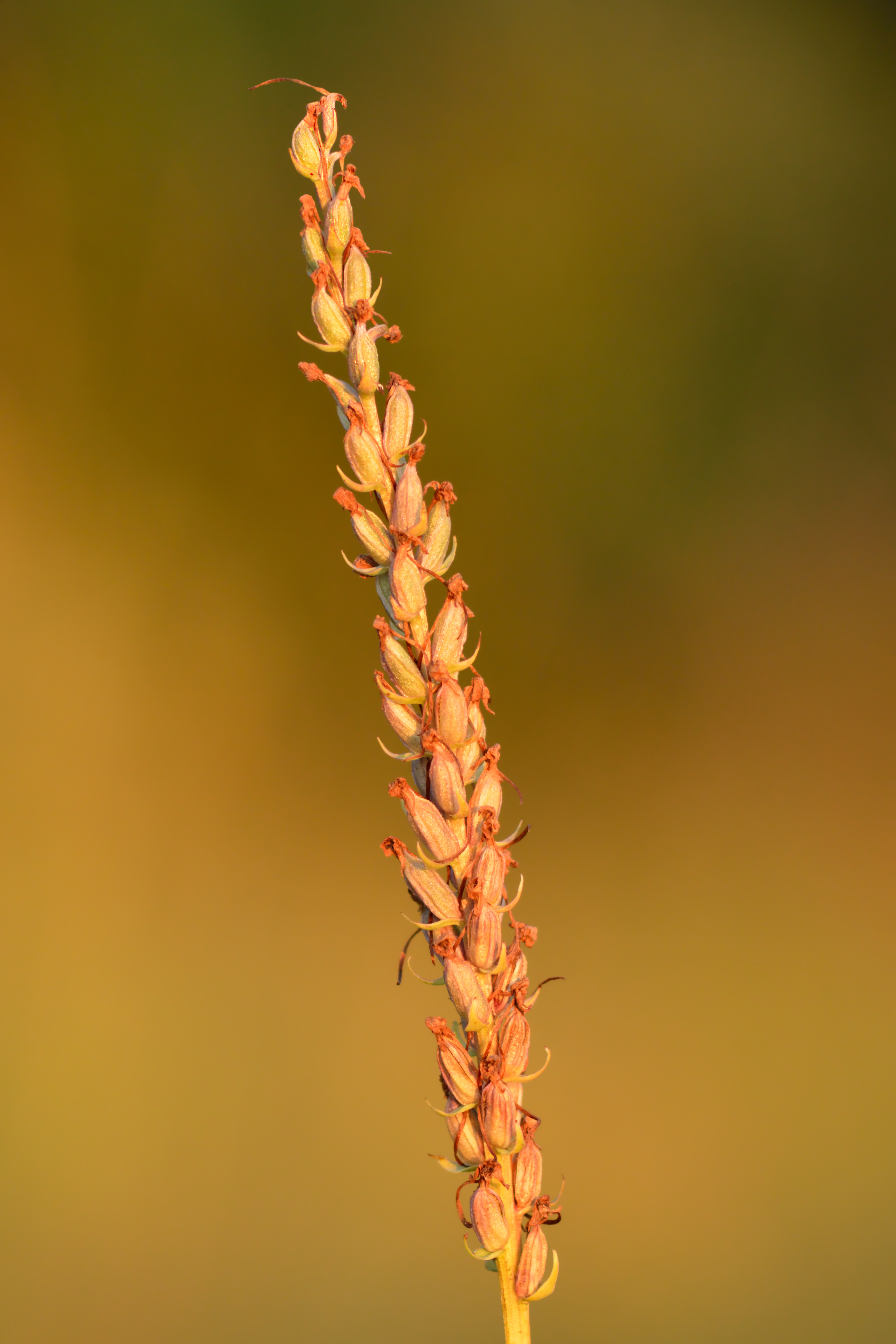
Fruchtstand

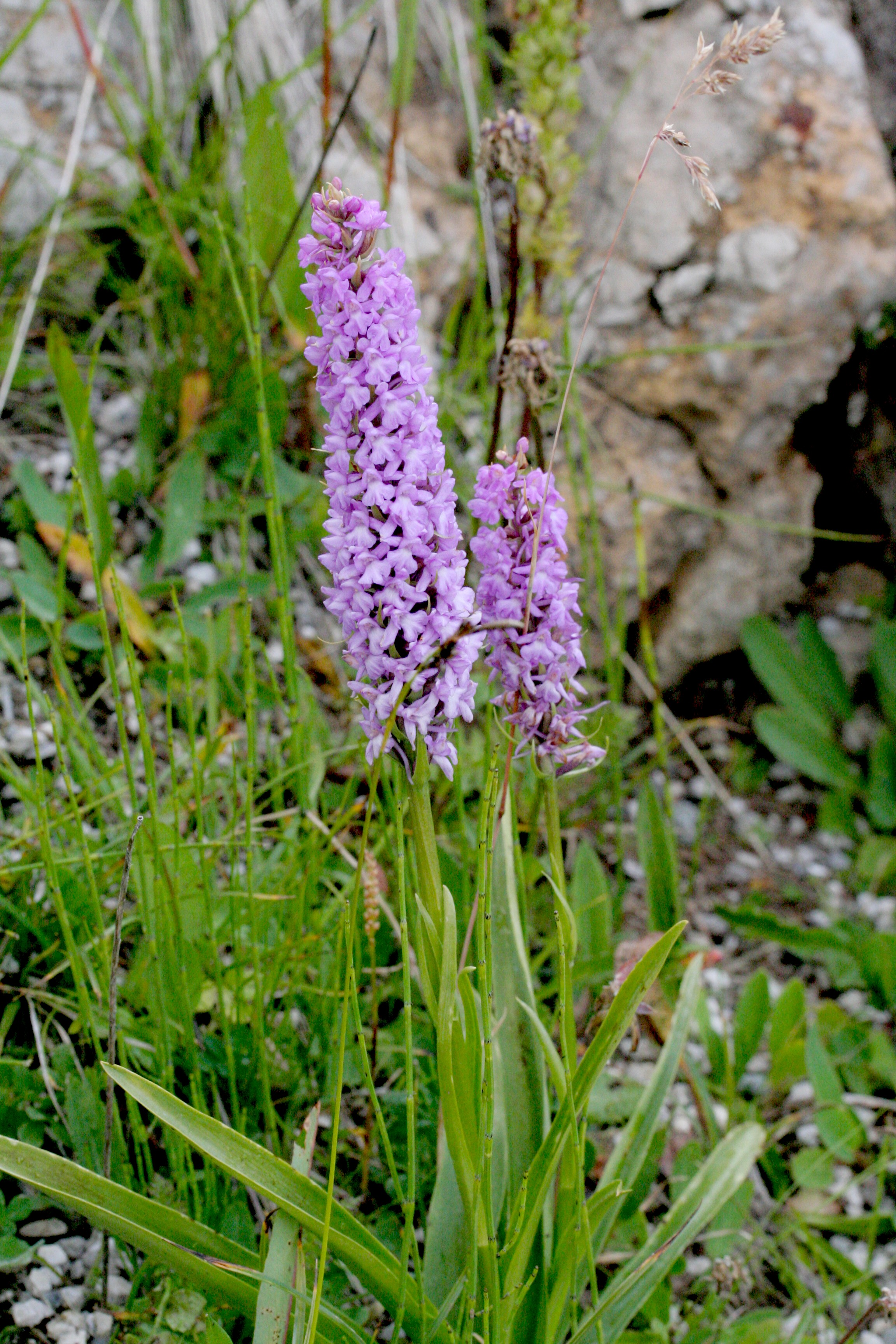
Gymnadenia conopsea var. densiflora

### Vegetative Merkmale
Die Mücken-Händelwurz ist eine ausdauernde krautige Pflanze und erreicht Wuchshöhen von 30 bis 80 Zentimetern. Die namensgebenden Knollen dieses Knollen-Geophyten sind dick, abgeplattet, zweispaltig, mit handförmig geteilten, kurzen Lappen. Es liegt eine endotrophe Mykorrhiza vom Orchideen-Typ vor.

### Generative Merkmale
Blütezeit ist Mai/Juni bis Juli/August. In einem Blütenstand stehen viele Blüten zusammen.
Die zwittrigen Blüten sind zygomorph und dreizählig. Die mehr oder weniger stark duftenden Blüten sind rosafarben bis dunkel-purpurrot. Typisch für die Blüte ist die dreilappige Lippe (Labellum) und der fadenförmige, abwärts gebogene Sporn, der 10 bis 20 Millimeter lang und länger als der Fruchtknoten ist. Durch den langen Sporn ist die Art leicht von den ähnlich aussehenden Knabenkraut-Arten zu unterscheiden. Der von den Blüten reichlich abgesonderte Nektar ist im Gegenlicht sichtbar und riecht nach Vanille. Da der Eingang des Sporns weniger als 1 Millimeter offen steht, ist der Nektar nur Schmetterlingen zugänglich, und zwar sowohl Tagfaltern wie auch Nachtfaltern. Die Pollinien sind von kleinen Beutelchen bedeckt. Der schmale, nackte Klebkörper  ist abwärts gerichtet.
Die Kapselfrüchte öffnen sich mit Spalten und sind Windstreuer. Der Fruchtansatz ist hoch, im Durchschnitt um 73 %. Die winzigen Samen breiten sich als Körnchenflieger aus; ihr Gewicht beträgt nur 0,008 mg. Es sind mehrere Tausend Samen pro Kapselfrucht vorhanden. Die Fruchtreife erfolgt ab August.
Die Chromosomenzahl beträgt 2n = 40 oder 80.

### Lockstoffe und Bestäuber
Der Geruch ist mehr oder weniger angenehm, manchmal fehlt er. An den Tragblättern der Blüten wird reichlich extrafloraler Nektar angeboten und z. B. von Ameisen angenommen.
Die häufigsten Bestäuber sind der Kleine Weinschwärmer (Deilephila porcellus), das Taubenschwänzchen (Macroglossum stellatarum) (Sphingidae), die Gammaeule (Autographa gamma), die Messingeule (Diachrysia chrysitis) und die Hausmutter (Noctua pronuba) (Noctuidae).
Gaschromatographisch wurden bei diesem Orchideengewächs 45 flüchtige Aromastoffe erkannt, die Schmetterlinge anlockten, von denen 37 Arten bestimmt werden konnten. Als aktive Lockstoffe wurden Essigsäurebenzylester, Eugenol und Benzoesäurebenzylester identifiziert. Duft der Mücken-Händelwurz, im Verbreitungsgebiet der Wohlriechenden Händelwurz ausgebracht, konnte keine Bestäuber für die Mücken-Händelwurz anlocken. Im Tag-Nacht-Rhythmus gaben die Blüten unterschiedliche Lockaromen ab.

## Vorkommen und Gefährdung
Das Verbreitungsgebiet von Gymnadenia conopsea reicht von Europa bis Japan. In Europa ist sie vor allem im nördlichen Europa verbreitet. Sie kommt aber in Europa in fast allen Ländern vor und fehlt nur in Moldau, Island und im europäischen Teil der Türkei. Sie kommt in Mitteleuropa im Tiefland nur vereinzelt vor, und sie fehlt auf Sand und über Silikatgestein gebietsweise. Sonst tritt sie in Mitteleuropa zerstreut auf, und sie kommt an ihren Standorten zuweilen in größeren Beständen vor. In Österreich kommt die Mücken-Händelwurz mäßig häufig in allen Bundesländern vor.
In Teilen des Verbreitungsgebietes gilt die Mücken-Händelwurz in Deutschland als „gefährdet“ und wurde daher in die Rote Liste aufgenommen, z. B. in Hessen (siehe unter Weblinks). Die Mücken-Händelwurz ist in Deutschland durch die BArtSchV „besonders geschützt“. In der Schweiz gilt die Mücken-Händelwurz als „nicht gefährdet“.
Die Mücken-Händelwurz gedeiht am besten auf kalkhaltigen oder basenreichen, stickstoffarmen Lehmböden, die wenigstens zeitweise feucht sein sollten. Standorte sind meist Magerrasen, Föhrenwälder, Feucht- und Nasswiesen, Flach- und Quellmoore. Sie besiedelt in Mitteleuropa lichte Laubwälder, Trockenrasen (an Standorten, an denen Hangdruckwasser austritt oder dicht unter der Oberfläche sickert), Sumpfwiesen, Quellsümpfe und Flachmoore. In den Alpen steigt sie bis in Höhenlagen von 2500 Metern auf. In den Allgäuer Alpen wächst sie am Kleinen Rappenkopf in Bayern bis in eine Höhenlage von 2200 Meter. Nach Baumann und Künkele hat die Mücken-Händelwurz in den Alpenländern folgende Höhengrenzen: Deutschland 10 bis 2117 Meter, Frankreich 5 bis 2500 Meter, Schweiz 390 bis 2800 Meter, Liechtenstein 430 bis 2100 Meter, Österreich 120 bis 2400 Meter, Italien 10 bis 2600 Meter, Slowenien 20 bis 2060 Meter; für Europa gelten als Grenzen 5 bis 2800 Meter.
Gymnadenia conopsea gedeiht in Pflanzengesellschaften der Verbände Molinion, Calthion, Mesobromion, Geranion sanguinei, Erico-Pinion, im Hochgebirge auch der Ordnung Seslerietalia.
Die ökologischen Zeigerwerte nach Landolt et al. 2010 sind in der Schweiz: Feuchtezahl F = 3w+ (mäßig feucht aber stark wechselnd), Lichtzahl L = 4 (hell), Reaktionszahl R = 4 (neutral bis basisch), Temperaturzahl T = 3+ (unter-montan und ober-kollin), Nährstoffzahl N = 2 (nährstoffarm), Kontinentalitätszahl K = 3 (subozeanisch bis subkontinental).
Wie andere Erdorchideen auch ist der Mücken-Händelwurz in Anhang II des Washingtoner Artenschutzübereinkommens gelistet. Trotzdem werden zur Herstellung von Salep große Mengen der Knollen aus der Natur entnommen und auch innerhalb der EU illegal verkauft. Durch das Ausgraben der Wurzelteile wird die Pflanze zerstört, was teilweise zu Bestandsrückgängen führt.

## Systematik und Verbreitung
Die Erstveröffentlichung erfolgte 1753 unter dem Namen (Basionym) Orchis conopsea durch Carl von Linné in Species Plantarum, Tomus II, S. 942. Die Neukombination zu Gymnadenia conopsea (L.) R.Br. wurde 1813 durch Robert Brown in W. T. Aiton: Hortus Kewensis; or, a Catalogue of the Plants Cultivated in the Royal Botanic Garden at Kew, Band 5, S. 191 veröffentlicht. Weitere Synonyme für Gymnadenia conopsea (L.) R.Br. s. str. sind: Satyrium conopseum (L.) Wahlenb., Habenaria conopsea (L.) Benth. nom. illeg., Habenaria gymnadenia Druce, Orchis cornopica Mill. orth. var., Orchis ornithis Jacq., Orchis setacea Gilib., Orchis suaveolens Salisb., Orchis peloria Foucault ex Poir., Orchis pseudoconopsea P.E.Parm., Orchis pseudoconopea Gren., Orchis conopea Gras, ×Dactylodenia comigera (Rchb.) Aver., ×Dactylogymnadenia comigera (Rchb.) Rauschert, ×Orchigymnadenia comigera (Rchb.) Asch. & Graebn., Gymnadenia ornithis (Jacq.) Rich., Gymnadenia comigera Rchb., Gymnadenia sibirica Turcz. ex Lindl., Gymnadenia anisoloba Peterm., Gymnadenia wahlenbergii Afzel. ex Rchb. f., Gymnadenia angustifolia Ilse nom. illeg., Gymnadenia ibukiensis Makino, Gymnadenia pseudoconopsea (P.E.Parm.) Rouy, Gymnadenia splendida Dworschak, Gymnadenia vernalis Dworschak, Gymnadenia transsilvanica Schur, Gymnadenia graminea Dworschak, Gymnadenia alpina (Turcz. ex Rchb. f.) Czerep., Gymnadenia densiflora var. candida G.Foelsche & W.Foelsche, Gymnadenia conopsea subsp. comigera (Rchb.) K.Richt., Gymnadenia conopsea subsp. peloria (Foucault ex Poir.) K.Richt., Gymnadenia conopsea subsp. angustifolia (Asch. & Graebn.) Zimm., Gymnadenia conopsea subsp. serotina (Schönh.) Dworschak, Gymnadenia conopsea var. alba Gray, Gymnadenia conopsea var. praecox Schönh., Gymnadenia conopsea var. serotina Schönh., Gymnadenia conopsea var. alpina Turcz. ex Rchb. f., Gymnadenia conopsea var. clavata Rchb. f., Gymnadenia conopsea var. ecalcarata Rchb. f., Gymnadenia conopsea var. inodora Fr. ex Rchb. f., Gymnadenia conopsea var. platyphylla Rchb. f., Gymnadenia conopsea var. sibirica (Turcz. ex Lindl.) Rchb. f., Gymnadenia conopsea var. ussuriensis Regel, Gymnadenia conopsea var. ornithis (Jacq.) Nyman nom. superfl., Gymnadenia conopsea var. crenulata Beck, Gymnadenia conopsea var. leucantha Schur, Gymnadenia conopsea var. albiflora Zapal., Gymnadenia conopsea var. angustifolia Asch. & Graebn., Gymnadenia conopsea var. bieczensis Zapal., Gymnadenia conopsea var. trifida Zapal., Gymnadenia conopsea var. lapponica J.E.Zetterst., Gymnadenia conopsea var. caucasica Schltr., Gymnadenia conopsea var. latifolia Schltr., Gymnadenia conopsea var. flavida Kurt.Wagner, Gymnadenia conopsea var. neglecta Vöth.
Bei manchen Autoren gibt es zwei Varietäten:
- Gymnadenia conopsea (L.) R.Br. var. conopsea: Sie kommt in Eurasien vor.[4]
- Gymnadenia conopsea var. densiflora (Wahlenb.) Aver. (Syn.: Gymnadenia densiflora (Wahlenb.) A.Dietr., Gymnadenia conopsea subsp. densiflora (Wahlenb.) K.Richt., Gymnadenia conopsea f. densiflora (Wahlenb.) Neuman): Sie kommt von Europa bis Sibirien vor.[4]

### Naturhybriden
Gymnadenia conopsea bildet oft Hybriden mit: Gymnadenia odoratissima, Nigritella rhellicani und sehr selten mit Pseudorchis albida.

## Bilder

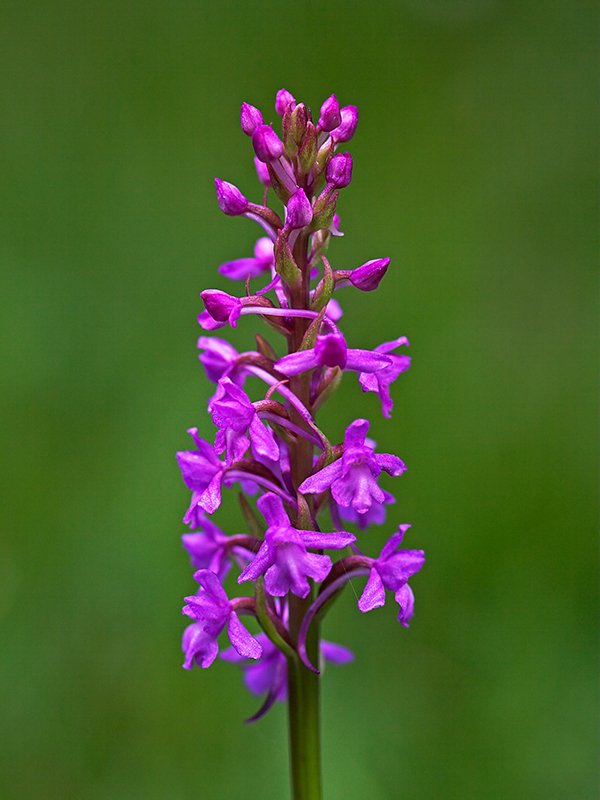
Blütenstand
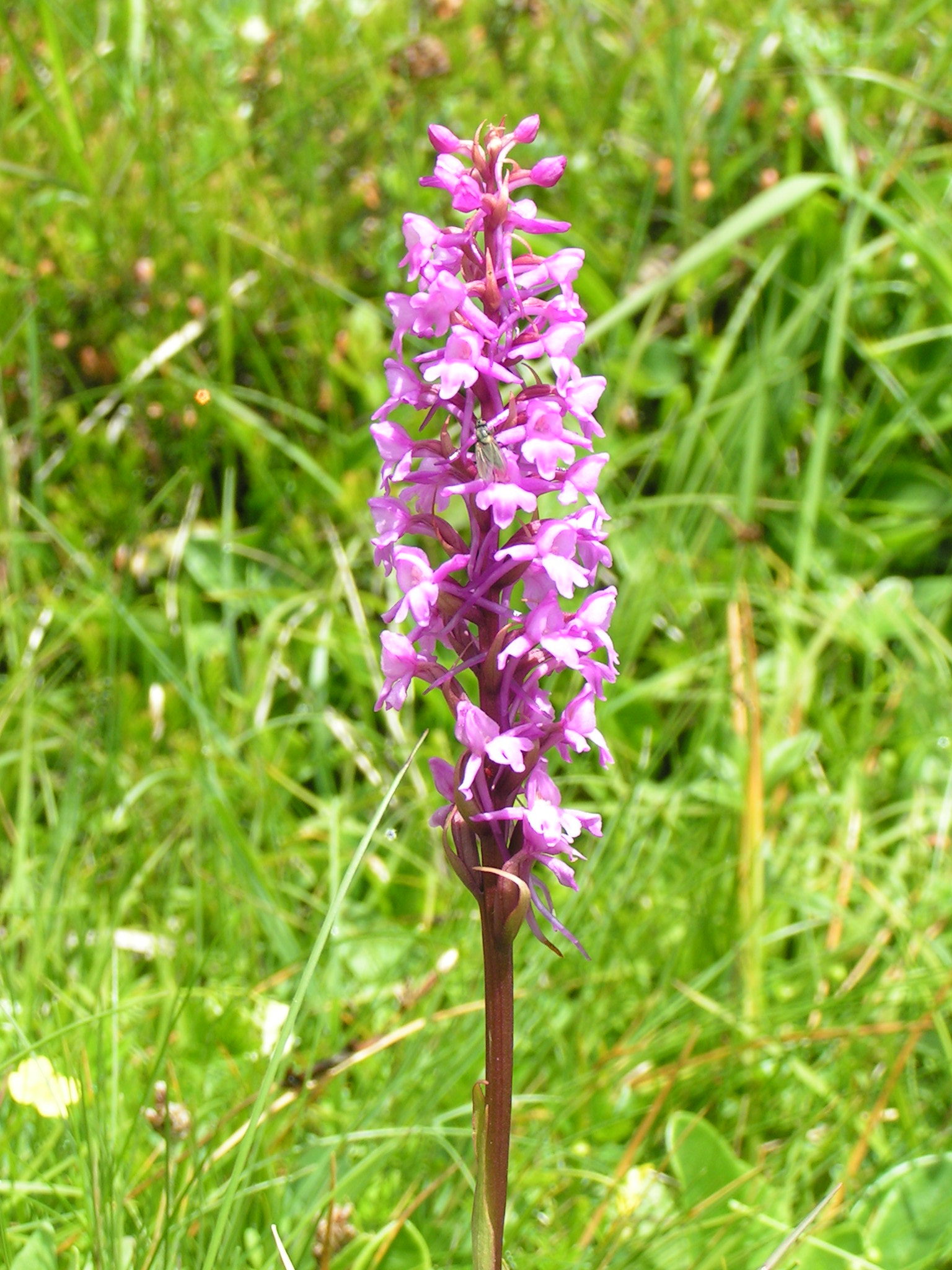
Blütenstand
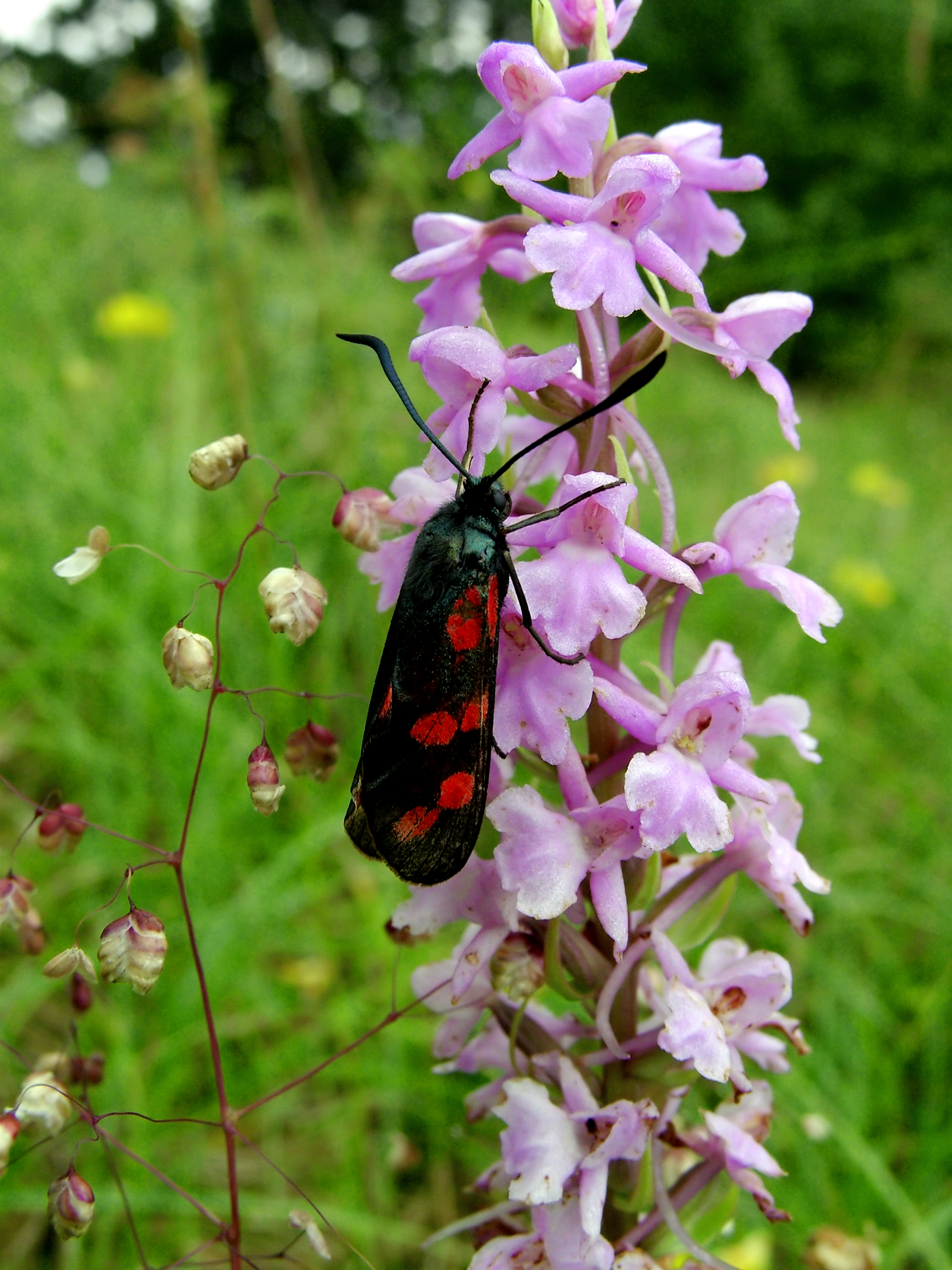
Blütenstand mit Sechsfleck-Widderchen
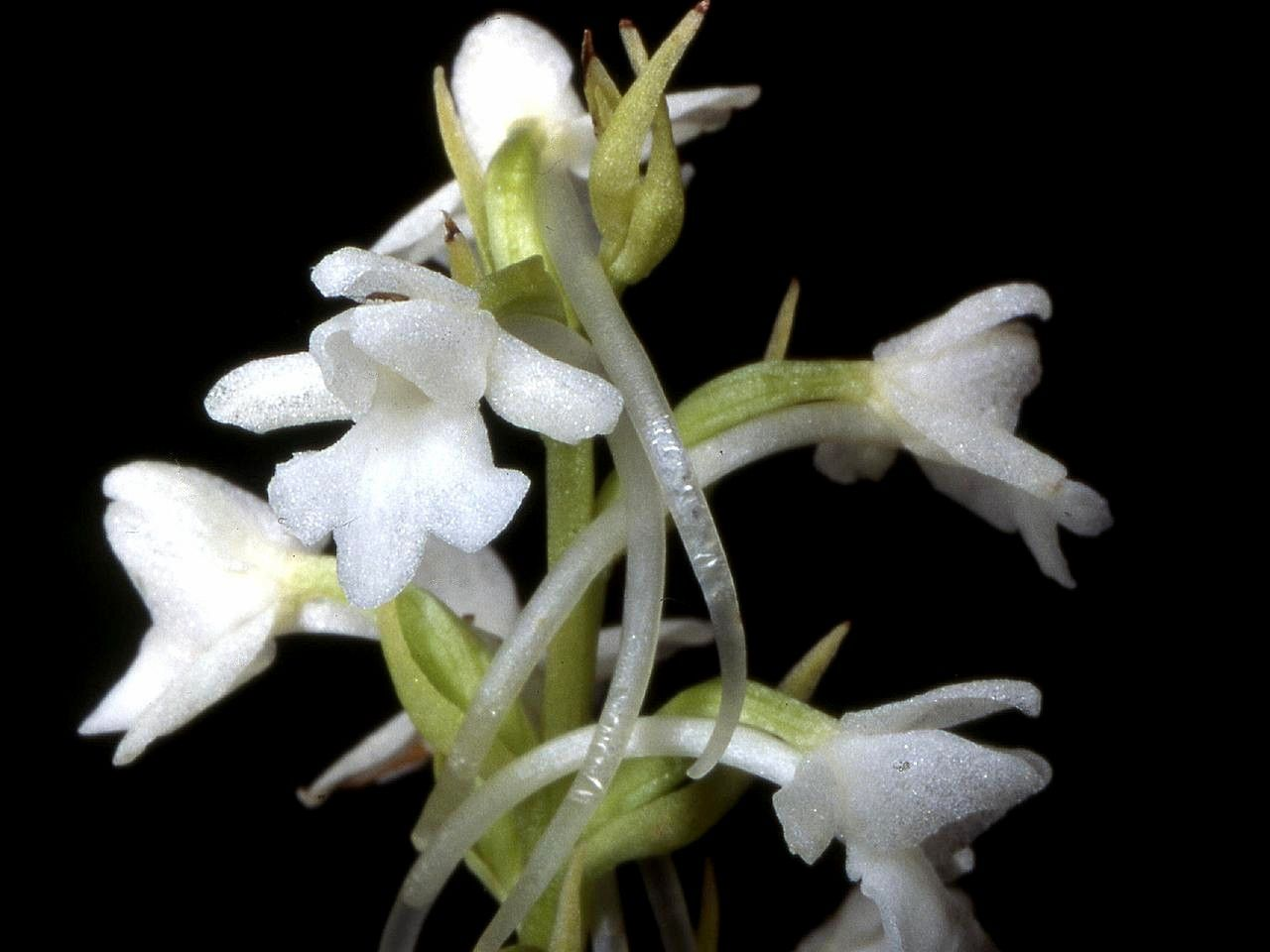
Weißblühende Form Gymnadenia conopsea var. alba
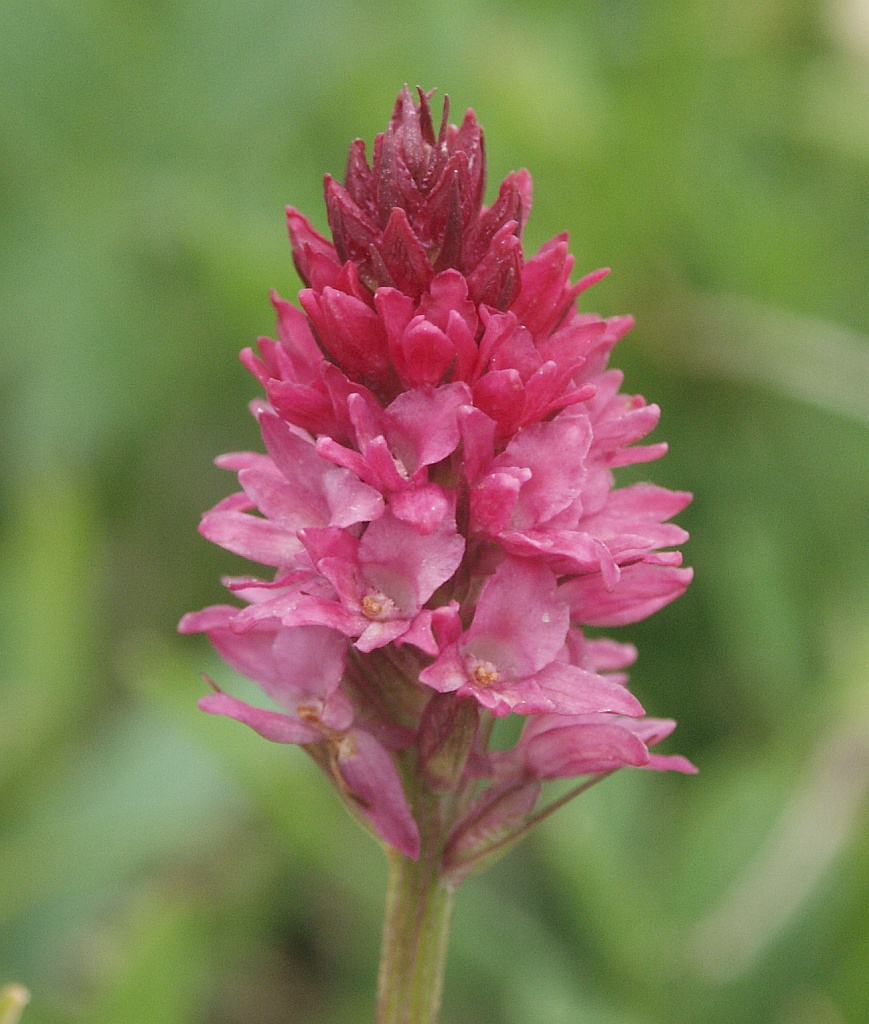
×Gymnigritella suaveolens (Gymnadenia conopsea × Nigritella rhellicani)